# Majorette (marca)

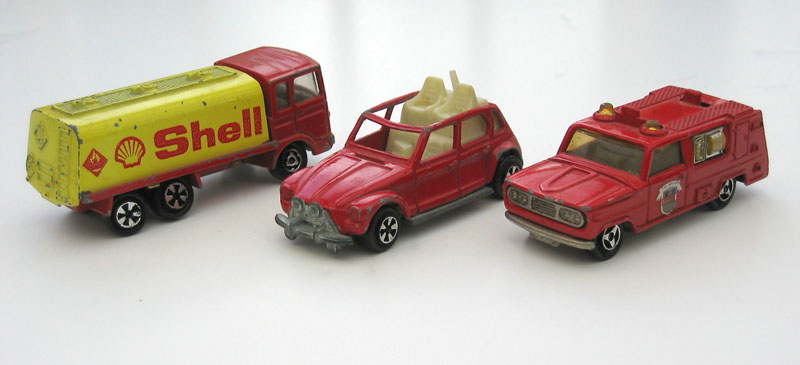
Tres miniaturas de Majorette a escalas 1/60, 1/80, 1/100

MAJORETTE es una empresa francesa, donde hoy en día su planta está ubicada en Thailandia donde la producción de modelos a escala y juguetes de automóviles al dia de hoy. Se siguen fabricando camiones, buses y tractores diecast, esto es, de metal (zamak) inyectado y partes en plástico.

## Historia
Fue fundada en Lyon a fines de 1961 por Emile Véron (hermano de Joseph Véron, fundador de Norev) con el nombre de Rail-Route Jouets, para cambiarlo Majorette en 1966. Esto como consecuencia del cambio del foco de la empresa, de la fabricación de modelos ferroviarios a escala 1:143 a la de coches en miniatura de escalas alrededor del 1:60.
Desde entonces inicia un explosivo crecimiento local e internacional, con una línea de productos centrada en la serie 200 a la que se fueron incorporando otras líneas como la serie 300, de camiones con acoplado y otros vehículos más largos como helicópteros, diversos accesorios y modelos en escalas como 1:24, 1:36 y 1:18.
La compañía se abre a la bolsa de Lyon en 1977 y adquiere Solido tras la quiebra de la sociedad que esta última formaba con otras jugueteras francesas como Heller.
En 1982 Majorette USA se establece en Miami (existiendo antes Toys of Majorette en Cleveland, Ohio), lo que marca su entrada masiva al mercado estadounidense. En 1985 se crea Majorette-Pub para la edición de modelos publicitarios y en 1986 adquiere una fábrica en la zona industrial de Nava Nakorn en la provincia de Pathum Thani, Tailandia, que estrenaría en 1988. 
Pero esta expansión no duraría y la empresa quiebra en 1992. Véron se ve obligado a dejar la compañía, la cual, renombrada La Nouvelle Société Majorette, es adquirida por Ideal Loisirs en 1993. Ese mismo año compra Novacar de Minia Porto, Portugal, cuyos autitos pasan a formar parte de la serie 100 de Majorette, línea más simple y barata, con modelos en plástico con bases de metal. Alrededor de 1997 es absorbida finalmente por la línea 200. 
En 1996 Triumph-Adler A.G. de Alemania se hace controladora de Ideal Loisirs. Durante los años 90 la producción de la serie 200 y progresivamente de todas las líneas de producto dejan Francia. La mayor parte a Tailandia, otras, como los modelos 1/18 a Portugal (y luego como Solido en China) o algunos accesorios plásticos a la República Checa. La marca se usó además para distribuir productos de empresas chinas como Anson, Yat Ming y Welly. Bajo esta administración se impulsó la venta de autos radiocontrolados, con sus sistemas subcontratados a otras empresas. 
En 2003 los dueños alemanes deciden focalizarse en su rubro principal, los artículos de oficina, y Majorette Toys es comprada por Smoby, formando Smoby Majorette y volviendo con fuerza a lanzar nuevos modelos de la línea 200 todos los años. Tras unos años de fuerte expansión, en 2007 Smoby Majorette entra en un proceso de quiebra. El año siguiente, Majorette y Solido son separadas del resto de Smoby y vendidas por €3.900.000 a MI29, fondo de inversiones francés dueño de Bigben Interactive. Esto redundó en la pérdida de 23 empleos (de 78 a 55).
Menos de año y medio después, el 3 de noviembre de 2009, es MI29 la que a su vez se declara en suspensión de pagos, quedando el futuro de Majorette en un limbo.
Desde 2010, Majorette fue adquirida por el grupo Dickie-Simba.

## Productos
Su principal y más conocida línea es la Serie 200, de aproximadamente 7,5 cm o 3 pulgadas de largo, por lo que su escala varía entre 1:50 y 1:66 para autos y camionetas y es generalmente de 1:100 para vehículos pesados. También fue denominada Team a principios de los 90.
A lo largo de su historia Majorette ha producido otras líneas, entre estas:
- Serie 300. De 16 cm, comprende modelos de la serie 200 con remolques, camiones con acoplado, un par de helicópteros, vehículos para nieve, agrícolas, maquinaria y buses. Sigue hasta la actualidad.

- Serie 600. De 23,5 cm; Camiones con acoplado escala HO, 1:86. Sale por primera vez en 1983.

- Serie 3000. De entre 16 y 25 cm, llamada en un inicio Super Movers este rango se compone principalmente de 2 tipos de vehículos, los grandes como camiones, buses y helicópteros, en una escala alrededor de 1:60, que hacen juego con las autos de la serie 200; Y vehículos livianos en una escala entre 1:32 y 1:36. Entre muchos otros encontramos:
  - 3008-Chevrolet Impala Policía
  - 3013-Toyota Land Cruiser Raid
  - 3014-Mercedes Benz E280 Break
  - 3017-Mercedes Benz G Policía
  - 3018-Range Rover
  - 3025-Renault Traffic de Asistencia Caminera con cama + vehículo serie 200
  - 3031-Peugeot 806
  - 3037-Toyota Dyna Recolector de Basura
  - 3045-Lincoln Limusina

- Majorette Deluxe Collection - Serie 1000 . Poco conocida línea de modelos chicos (alrededor de 1:60) con muchos detalles, carrocerías en un plástico especial llamado "FX700" y bases metálicas. Fueron sólo 6 modelos en 1990 y 2 para 1991, aunque el último auto aparentemente nunca salió a la venta.
  - 1001 Jaguar XJS Cabriolet
  - 1002 Ferrari F40
  - 1003 Porsche 911 Turbo
  - 1004 Lamborghini Countach
  - 1005 Ferrari Testarossa
  - 1006 Rolls Royce Corniche II
  - 1007 Mercedes Benz 500SL
  - 1008 BMW 850i (?)

- Majorette MOTOR y START MOTOR. Miniaturas del tamaño de la serie 200 pero con un diseño deformado, rechoncho y motor a fricción. La versión START incorporaba una pequeñísima palanca que servía para liberar de golpe la tracción contenida en el auto luego de ser friccionado. Venían con su propia serie de pistas. Aparecen alrededor de 1980.

- 1:43. La producción reciente se limitó a promocionales para Fiat (Seicento, Punto, Multipla), Lancia (Lybra) y Alfa Romeo (166) hasta que estos moldes pasaron a Solido, que vende versiones más detalladas que los Majorette originales. A pesar de esto último, aparecen esporádicas ediciones especiales, la última conocida la de Torino 2006, con un Fiat Panda y un Fiat Multipla reestilizado

- Majorette Legends: serie de clásicos estadounidenses como el Thunderbird ´57, Corvette Sting Ray, Chevy Bel Air ´57 y Mustang ´64 en una escala en el rango del 1:36

- 1:24 Club Serie 4000. Hoy en día Majorette sólo se dedica, en esta escala, a distribuir con su nombre reproducciones de la China Motor Max. Pero al iniciar la línea en los años 80, la producción se hacía en Francia con moldes propios. Algunos de los primeros autos incluidos fueron:
  - Chevrolet Corvette
  - Porsche 944 Turbo
  - Bugatti 55 de la Chapelle
  - Lamborghini Countach 5000 quattrovalvole
  - Peugeot 405 Turbo 16
  - AC Cobra 427
  - Jaguar E Type
  - Mercedes Benz SL500
  - Ford GT-40

- Majorette Kiko. Miniaturas del tamaño de la serie 200 fabricadas en Brasil. Se los identifica porque abajo llevan engravada en el metal la leyenda Majorete Kiko Industria Brasileira y el color exterior exclusivo de la fábrica de Brasil. Como curiosidad muchos de los que llevan la leyenda Made in France incorporaban una pequeña inscripción adjunta y desmontable en material plástico con la inscripción Fabr. Manaus indicando su origen real brasilero.

- 1:18. Otra serie que comenzó a finales de los años 80 o principios de los 90. En un principio con manufactura portuguesa, contaba con:
  - 4401-Peugeot 605
  - 4402-Mini Cooper 1964
  - 4403-Ferrari 365 GTS
  - 4404-Ford Pickup 1936
  - 4405-Cadillac Eldorado 1955
  - 4406-VW Escarabajo (1/17)
  - 4407-Citroën ZX Rallye Raid
  - 4408-BMW 850i
  - 4409-Lexus LS400

La compañía también vendió bajo su nombre algunos Yat Ming (como el Lexus LS400) y Anson (Ferrari 550 Maranello y Dino 246 GT). Más tarde se añadieron nuevos moldes con la adquisición de la española Mira. Hoy en día no hay más 1/18 con la marca Majorette, pero algunos moldes pasaron a Solido.

## En el mundo
- Son populares aún hoy día en toda Latinoamérica, siendo buscados por coleccionistas y aficionados, en especial en los países en donde se ven más comúnmente automóviles de manufactura francesa, como Argentina, Chile, Colombia, Venezuela, Ecuador, Perú, Paraguay y Uruguay. Estos autos son un tipo de juguete muy recordados entre las generaciones de adultos jóvenes nacidos entre los años 1970,1980 y los 90. donde solo podían adquirirlos en Jugueterías autorizadas en la zona, fue esas épocas de gran profusión de este tipo de juguetes en esta zona del continente.

- Son de muy alta cotización los modelos de las marcas francesas Alpine, Citroën, Peugeot, Renault, Simca, así como modelos de marcas de Estados Unidos como GMC y Chevrolet.

- Son comercializados en Japón por la firma de golosinas Kabaya , cada modelo en cartones individuales (diferentes a los estándar de Majorette) y con un dulce envuelto en un papel plateado con banderitas francesas. La selección de vehículos es un poco diferente, incluyendo, por ejemplo, vehículos de emergencia nipones. Además existen series especiales (en colores y tampografías) y exclusivas, como la de Transformers.